# Calvisia
Calvisia är ett släkte av insekter. Calvisia ingår i familjen Diapheromeridae.

## Dottertaxa tillCalvisia, i alfabetisk ordning[1]
- Calvisia aeruginosa
- Calvisia albosignata
- Calvisia biguttata
- Calvisia clarissima
- Calvisia coerulescens
- Calvisia conicipennis
- Calvisia conspersa
- Calvisia costata
- Calvisia ferruginea
- Calvisia fessa
- Calvisia flavoguttata
- Calvisia fuscoalata
- Calvisia grossegranosa
- Calvisia hemus
- Calvisia hilaris
- Calvisia hippolyte
- Calvisia leopoldi
- Calvisia lineata
- Calvisia medogensis
- Calvisia medora
- Calvisia medorina
- Calvisia nigroaxillaris
- Calvisia octolineata
- Calvisia omissa
- Calvisia punctulata
- Calvisia rufescens
- Calvisia sangarius
- Calvisia semihilaris
- Calvisia sodalis
- Calvisia spurcata
- Calvisia suspecta
- Calvisia tessellata
- Calvisia timida
- Calvisia torquata
- Calvisia virbius